# Bosque nacional Willamette
El bosque nacional Willamette es un bosque nacional de los Estados Unidos localizado en la parte central de la cordillera de las Cascadas, en el estado de Oregón. El bosque comprende 1 678 031 ha (6790 km²), por lo que es uno de los mayores bosques nacionales. Más de 380 000 ha designadas como áreas salvajes se componen de siete picos, repartidos en grandes montañas. También hay varios ríos salvajes y escénicos dentro del bosque. El bosque recibe su nombre del río Willamette, que tiene su cabecera en el bosque.
La sede del bosque se encuentra en la ciudad de Eugene. Hay locales donde se encuentran las oficinas del distrito de guardaparques en McKenzie Bridge, Mill City, Detroit, Sweet Home y Westfir.
El bosque recibe de 2000 a 3800 milímetros (80 a 150 pulgadas) de precipitación anual proveniente del flujo húmedo del océano Pacífico, que se encuentra con un proceso adiabático al ascender sobre las cascadas. Gran parte de la precipitación se recibe en forma de nieve, que se acumula en las zonas más altas de octubre a abril.